# MVP del All-Star Game de la NBA Development League
El MVP del All-Star Game de la NBA Development League (NBA Development League All-Star Game Most Valuable Player (MVP)) fue un galardón que otorgaba la NBA Development League desde la temporada 2006–07 hasta la 2016–17, al mejor jugador del All-Star Game. 
El All-Star inaugural de la D-League se celebró en febrero de 2007, y el primer galardonado fue el alero de Fort Worth Flyers Pops Mensah-Bonsu, del equipo del Este.
El único jugador que repitió premio, fue Courtney Sims, con dos galarones, ambos con Iowa Energy.

## Ganadores

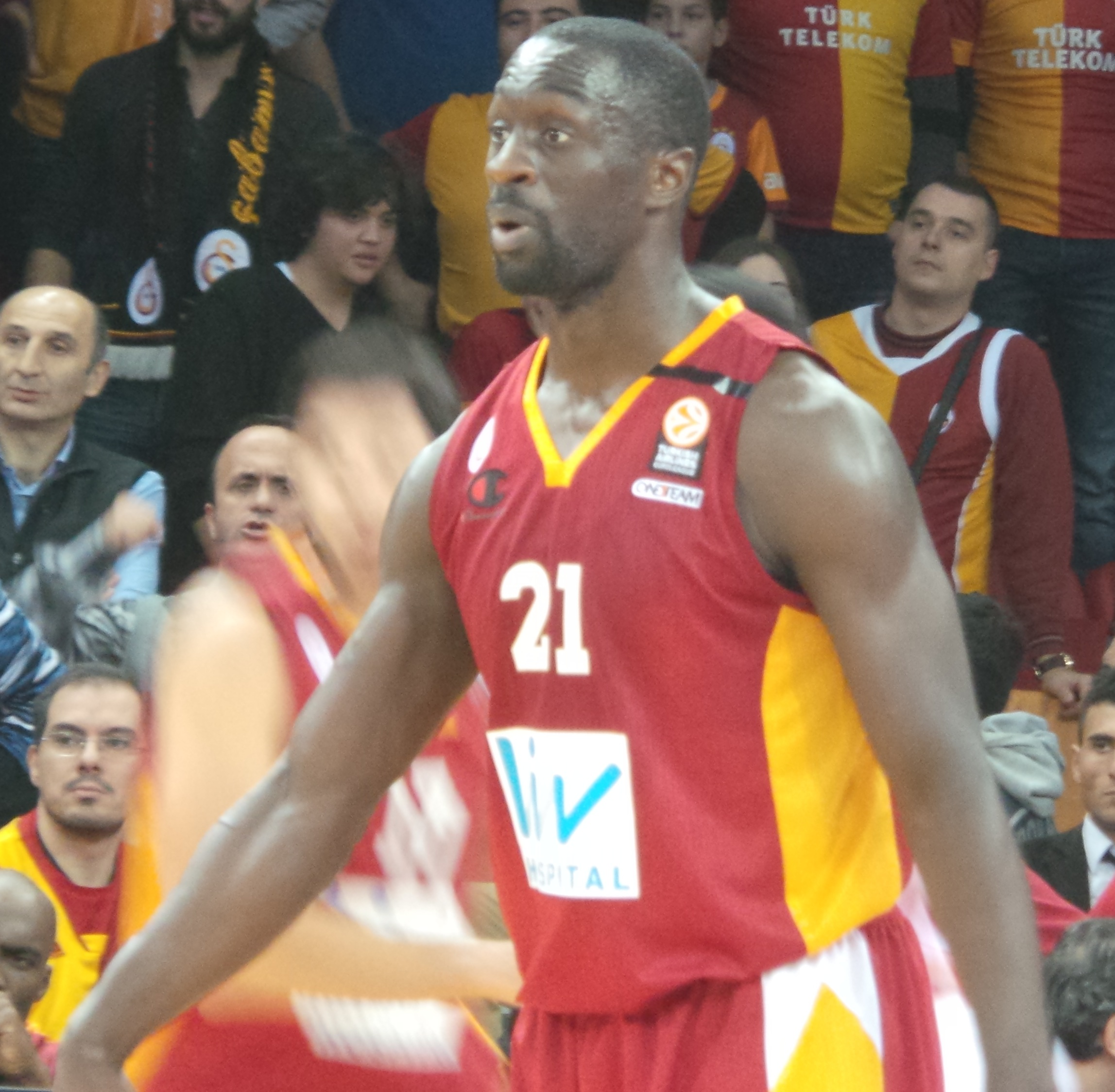
Pops Mensah-Bonsu fue el primer ganador.

| Temporada | Jugador           | Posición      | Nacionalidad   | Equipo                   | Ref.          |
| --------- | ----------------- | ------------- | -------------- | ------------------------ | ------------- |
| 2006–07   | Pops Mensah-Bonsu | Alero         | Reino Unido    | Fort Worth Flyers        | [ 1 ]         |
| 2007–08   | Jeremy Richardson | Alero         | Estados Unidos | Fort Wayne Mad Ants (1)  | [ 2 ]         |
| 2008–09   | Blake Ahearn      | Base          | Estados Unidos | Dakota Wizards           | [ 3 ]         |
| 2008–09   | Courtney Sims (1) | Pívot         | Estados Unidos | Iowa Energy (1)          | [ 3 ]         |
| 2009–10   | Brian Butch       | Pívot         | Estados Unidos | Bakersfield Jam          | [ 4 ]         |
| 2010–11   | Courtney Sims (2) | Pívot         | Estados Unidos | Iowa Energy (2)          | [ 5 ]         |
| 2011–12   | Gerald Green      | Base          | Estados Unidos | Los Angeles D-Fenders    | [ 6 ]         |
| 2012–13   | Travis Leslie     | Base          | Estados Unidos | Santa Cruz Warriors      | [ 7 ] [ 8 ]   |
| 2013–14   | Robert Covington  | Alero         | Estados Unidos | Rio Grande Valley Vipers | [ 9 ] [ 10 ]  |
| 2014–15   | Andre Emmett      | Base          | Estados Unidos | Fort Wayne Mad Ants (2)  | [ 11 ]        |
| 2015–16   | Jimmer Fredette   | Base          | Estados Unidos | Westchester Knicks       | [ 12 ]        |
| 2016–17   | Quinn Cook        | Base          | Estados Unidos | Canton Charge            | [ 13 ]        |
| 2017–18   | No se disputó     | No se disputó | No se disputó  | No se disputó            | No se disputó |

1. ↑  Ese año hubo dos ganadores.